# Ciutat daurada
Ciutat daurada  (Fat City) és una pel·lícula dramàtica estatunidenca dirigida per John Huston el 1972. Ha estat doblada al català.

## Argument
A Califòrnia, a Stockton, Billy Tully és un antic boxejador que ha esdevingut alcohòlic després de la mort de la seva dona. Ajudat pel seu amic Ernie Munger, intenta avui refer-se de nou i tornar al ring.

## Repartiment
- Stacy Keach: Billy Tully
- Jeff Bridges: Ernie Munger
- Susan Tyrrell: Oma
- Candy Clark: Faye
- Nicholas Colasanto: Ruben
- Art Aragon: Babe
- Curtis Cokes: Earl
- Sixto Rodriguez: Lucero
- Billy Walker: Wes
- Wayne Mahan: Buford
- Ruben Navarro: Fuentes

## Nominacions
- Oscar a la millor actriu secundària per Susan Tyrell[3]